# Pseudoleucon
Pseudoleucon är ett släkte av kräftdjur. Pseudoleucon ingår i familjen Leuconidae.
Kladogram enligt Catalogue of Life:
| Pseudoleucon | \| \| Pseudoleucon japonicus \| \| \| \| \| \| Pseudoleucon sorex \| \| \| \| |
|              | \| \| Pseudoleucon japonicus \| \| \| \| \| \| Pseudoleucon sorex \| \| \| \| |
|              | Alloeoleucon                                                                  |
|              |                                                                               |
|              | Americuma                                                                     |
|              |                                                                               |
|              | Austroleucon                                                                  |
|              |                                                                               |
|              | Bytholeucon                                                                   |
|              |                                                                               |
|              | Coricuma                                                                      |
|              |                                                                               |
|              | Eudorella                                                                     |
|              |                                                                               |
|              | Eudorellopsis                                                                 |
|              |                                                                               |
|              | Hemileucon                                                                    |
|              |                                                                               |
|              | Heteroleucon                                                                  |
|              |                                                                               |
|              | Leucon                                                                        |
|              |                                                                               |
|              | Nippoleucon                                                                   |
|              |                                                                               |
|              | Ommatoleucon                                                                  |
|              |                                                                               |
|              | Paraleucon                                                                    |
|              |                                                                               |
|              | Pseudoleucon japonicus                                                        |
|              |                                                                               |
|              | Pseudoleucon sorex                                                            |
|              |                                                                               |

|  | Pseudoleucon japonicus |
|  |                        |
|  | Pseudoleucon sorex     |
|  |                        |